# Episodi di Scuola di football (quinta stagione)
La quinta stagione della serie televisiva Scuola di football è stata trasmessa in anteprima negli Stati Uniti d'America dalla HBO tra l'11 ottobre 1989 e il 24 gennaio 1990.
| nº | Titolo originale                | Titolo italiano | Prima TV USA     | Prima TV Italia |
| -- | ------------------------------- | --------------- | ---------------- | --------------- |
| 1  | The Book According to Zagreb    |                 | 11 ottobre 1989  |                 |
| 2  | The Con                         |                 | 1989             |                 |
| 3  | False Start                     |                 | 1989             |                 |
| 4  | Mind Games                      |                 | 1º novembre 1989 |                 |
| 5  | Love and Marriage               |                 | 8 novembre 1989  |                 |
| 6  | Clean and Sober                 |                 | 15 novembre 1989 |                 |
| 7  | Blood Money                     |                 | 1989             |                 |
| 8  | Vindication                     |                 | 6 dicembre 1989  |                 |
| 9  | Gunn and Bullette               |                 | 13 dicembre 1989 |                 |
| 10 | Heaven Help Me                  |                 | 1989             |                 |
| 11 | Surprise, Surprise              |                 | 1989             |                 |
| 12 | All's Fair in Love and Football |                 | 1989             |                 |
| 13 | Earn This One for Ernie         |                 | 17 gennaio 1990  |                 |
| 14 | Who Stole Johnny Gunn?          |                 | 24 gennaio 1990  |                 |